# فریبکار (فیلم ۱۹۹۸)
فریبکار یا شیاد (به انگلیسی: The Impostors) فیلمی محصول سال ۱۹۹۸ و به کارگردانی استنلی توچی است. در این فیلم بازیگرانی همچون اولیور پلات، استنلی توچی، تاگل اف. بورگه، الیزابت براکو، استیو بوشمی، بیلی کانلی، آلن کوردانر، مایکل امرسون، دینا آیوی، لیلی تیلور، آلفرد مولینا، تونی شالهوب، مت مالوی، هوپ دیویس، الیسون جنی، ریچارد جنکینز، ایزابلا روسلینی، کمبل اسکات و وودی آلن ایفای نقش کرده‌اند.